# Xaviera Spong
Xaviera Spong is een Surinaams songwriter. Ze won de 19e editie van SuriPop in 2016.

## Biografie
In 2014 begon ze het lied Yu kori mi ati te schrijven, waarbij ze werd geïnspireerd door haar eigen levensverhaal. Door haar eigen tekst steeds weer te lezen, verwerkte ze haar verleden. In 2016 werd haar lied de winnende inzending van het componistenfestival SuriPop, in de vertolking door Benjamin Faya. Het arrangement werd geschreven door Ernesto van Dal. De bijbehorende videoclip werd geproduceerd door Valentino Zschuschen en won de prijs van Beste videoclip.
In 2017 werd ze door het Jamur Institute of Education verkozen als Lady Boss. De prijs werd dat jaar voor het eerst uitgereikt aan een vrouw die van inspiratie en motivatie is voor de ontwikkeling van andere vrouwen.